# Chūdan
Chūdan  (en japonés: 中段) es una de las tres alturas comúnmente mencionadas en las artes marciales japonesas. Significa aproximadamente "nivel medio" y se refiere al espacio que se encuentra por encima, incluyendo la cintura, y por debajo, pero sin incluir los hombros. Los golpes más comunes dirigidos al área chūdan apuntan al plexo solar o a las costillas flotantes. 

## En el kendo
El término Chūdan (en japonés: 中段) se utiliza en el Kendo para referirse a una posición defensiva y de ataque intermedia. "Chudan" se traduce literalmente como "nivel medio" y se refiere a la altura a la que se sostiene el shinai (espada de bambú) durante un combate de Kendo. En la posición de Chudan, el practicante de Kendo sostiene el shinai con ambas manos en un agarre firme, con los brazos relajados y los codos ligeramente doblados. La punta del shinai se dirige hacia el área central del oponente, apuntando hacia su pecho o abdomen.
La posición de Chudan es considerada una posición básica y equilibrada en el Kendo. Permite una buena defensa, ya que protege la parte media del cuerpo del practicante de ataques directos del oponente. Al mismo tiempo, también permite una rápida transición hacia el ataque, ya que la espada está en una posición central y lista para realizar movimientos ofensivos. Desde la posición de Chudan, los practicantes de Kendo pueden realizar una variedad de técnicas, como ataques directos al men (cabeza), kote (muñeca) o do (costado), así como contraataques y defensas efectivas. También se utiliza como una posición de espera activa, donde el practicante está alerta y listo para responder a los movimientos del oponente. Es importante destacar que Chudan no es la única posición utilizada en el Kendo, pero es una de las más comunes y ampliamente enseñadas. Los practicantes de Kendo aprenden a mantener una postura adecuada en Chudan, desarrollando equilibrio, concentración y agilidad para ejecutar técnicas efectivas tanto en defensa como en ataque.

## En el Karate
Chūdan es una posición fundamental en el karate que se refiere a la altura media del cuerpo. Se extiende desde el centro del cuerpo hasta la cintura y se utiliza principalmente para atacar el torso y la cara del oponente. Las técnicas de nivel medio requieren precisión en el tiempo y la técnica, e incluyen golpes y patadas poderosas. Además, la posición de nivel medio es crucial para la defensa, ya que permite bloquear los ataques del oponente. En la práctica del karate, es importante desarrollar ataques precisos y una defensa sólida a través del entrenamiento en nivel medio.